# Manuel Chrysoloras
Manuel Chrysoloras (în greacă Μανουὴλ Χρυσολωρᾶς; n. 1350, Constantinopol, Imperiul Roman de Răsărit – d. 15 septembrie 1415, Konstanz, Republica Baden, Episcopia de Konstanz⁠(d)) a fost un clasicist, umanist, filozof, profesor și traducător grec bizantin, care a facilitat popularizarea anumitor texte antice grecești în perioada Renașterii.